# Pal Chourai
Pal Chourai é uma vila no distrito de Chhindwara, no estado indiano de Madhya Pradesh.

## Demografia
Segundo o censo de 2001, Pal Chourai tinha uma população de 7264 habitantes. Os indivíduos do sexo masculino constituem 52% da população e os do sexo feminino 48%. Pal Chourai tem uma taxa de literacia de 72%, superior à média nacional de 59.5%: a literacia no sexo masculino é de 80% e no sexo feminino é de 63%. Em Pal Chourai, 10% da população está abaixo dos 6 anos de idade.